# Mujibnagar
Mujibnagar (en bengali : মুজিবনগর) est une upazila du Bangladesh dans le district de Meherpur. En 1991, on y dénombrait 99 143 habitants.